# جورج كينغ (لاعب كريكت بريطاني)
جورج كينغ (6 أبريل 1857 - 29 يونيو 1944)  (بالإنجليزية: George King)‏ هو لاعب كريكت بريطاني (وحمل سابقاً جنسية المملكة المتحدة لبريطانيا العظمى وأيرلندا).